# Лазарева, Нелли Филаретовна
Нелли Филаретовна Лазарева (урождённая Плоскова; 2 августа 1939 — 3 марта 2014) — советская и российская актриса театра и кино.

## Биография
Нелли Лазарева (урождённая Нинель Плоскова, отец — писатель Филарет Плосков, первый муж — актёр Геннадий Зиновьев) родилась 2 августа 1939 года. В 1962 году закончила ГИТИС им. А. Луначарского. С 1966 года была актрисой Московского драматического театра на Малой Бронной.
В кино начала играть ещё будучи студенткой ГИТИСа, сыграв роль учительницы в дебютной картине режиссёра Искандера Хамраева «Старожил» (1961).
Умерла 3 марта 2014 года. Похоронена на Ваганьковском кладбище.

## Работы в театре
- «Путешествие без багажа» (Ж. Ануй) — Герцогиня Дюпон-Дюфор
- «Голый король» (Е. Шварц) — гувернантка
- «Ситуация» (В. Розов) — Галина
- «Счастливые дни несчастливого человека» (А. Арбузов) — Ольга
- «Не от мира сего» (А. Н. Островский) — Капитолина
- «Нежданный гость» — миссис Энджел

## Фильмография
1. 1961 — Старожил — Анна Васильевна, учительница (в титрах —  Нелли Зиновьева)
2. 1965 — Эскадра уходит на запад — Елена Соколовская (в титрах —  Нелли Зиновьева)
3. 1965 — Иностранка — мама мальчика на пляже
4. 1966 — Жизнь хорошая штука, брат! — Аннушка
5. 1969 — Ночной звонок — Надя
6. 1969 — Пещерные люди
7. 1971 — Следствие ведут ЗнаТоКи. Ваше подлинное имя (Дело № 2) — секретарша (нет в титрах)
8. 1973 — Следствие ведут ЗнаТоКи. Свидетель (Дело № 9) — Таня (в титрах —  Нелли Зиновьева)
9. 1973 — Назначение — Рита (в титрах —  Н. Зиновьева)
10. 1973 — Человек со стороны — подруга Манагарова
11. 1974 — Совесть — Смирнова, работница трикотажной фабрики (2 серия; в титрах —  Нелли Зиновьева)
12. 1975 — Возвращение — Жюли, француженка-танцовщица
13. 1979 — Варвары — Весёлкина Мария Ивановна, дочь почтмейстера
14. 2006 — Варенька — эпизод
15. 2009 — Дом на Озёрной — эпизод
16. 2010 — Над городом — эпизод